# Brithura crassa
Brithura crassa är en tvåvingeart som beskrevs av Edwards 1916. Brithura crassa ingår i släktet Brithura och familjen storharkrankar. Inga underarter finns listade i Catalogue of Life.